# Piruvato desidrogenase

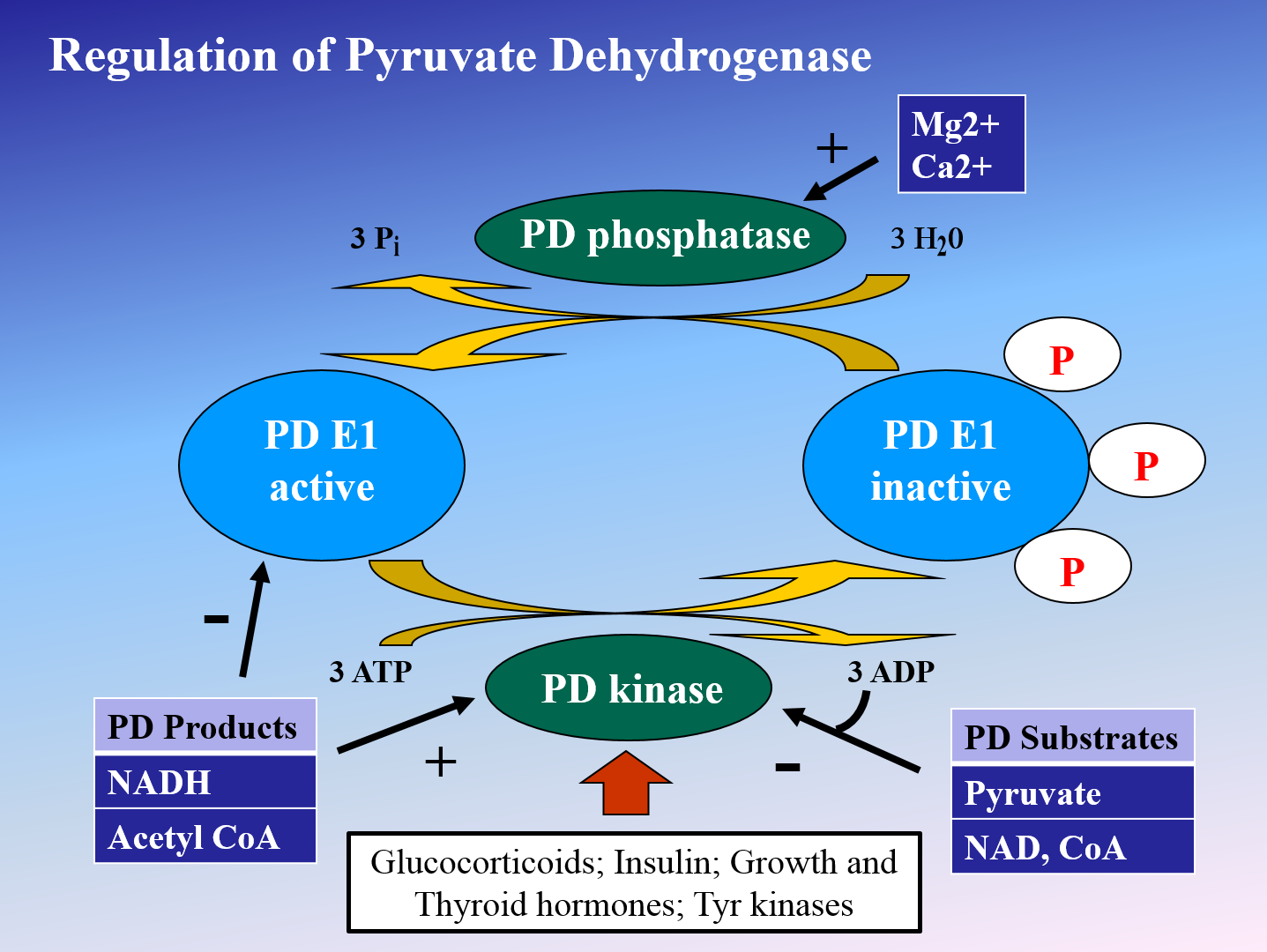
Esquema que mostra a regulação da enzima piruvato desidrogenase (PD) pela PD cinase e pela PD fosfatase. Isto inclui a regulação pelos substratos e produtos da PD, pelo ATP e ADP e pelos iões Mg2+ e Ca2+.

A piruvato desidrogenase é o primeiro componente do complexo enzimático piruvato desidrogenase. EC 1.2.4.1.

## Função
E1 executa a primeira de duas reacções no complexo. Elas são:
- descarboxilação do substrato 1, o piruvato.
- acetilação redutiva do substrato 2, ácido lipóico. O ácido lipóico está ligado de maneira covalente à dihidrolipoil transacetilase (E2), que é o segundo componente catalítico do complexo.

## Regulação
Fosforilação de E1 pela piruvato desidrogenase quinase inativa E1 e subsequentemente todo o complexo.
Esta ação é revertida pela alta relação Insulina/Glucagon, que têm como consequência o aumento da transcrição da piruvato desidrogenase fosfatase, e repressão do gene da piruvato desidrogenase quinase. Tal mecanismo resulta em alta produção de Acetil-CoA.

## Genes
E1 é uma proteína multimérica:
- As E1 de mamíferos, incluindo a E1 humana, são tetraméricas, compostas de duas subunidades α e duas subunidades β.[1]
- algumas E1 bacterianas, incluindo a E1 de Escherichia coli, são compostas por duas subunidades similares, cada uma delas com uma massa molecular tão grande quanto a soma das subunidades α e β.[2]

## Outras formas
Em bactérias, existe uma forma de piruvato desidrogenase, também denominada piruvato oxidase (EC 1.2.2.2). Esta enzima liga a oxidação do piruvato em acetato e dióxido de carbono à redução de ferrocitrocromo. Em E. coli esta enzima é codificada pelo gene pox B e a proteína possui um cofactor flavínico. A enzima aumenta a eficiência do crescimento de E. coli sob condições aeróbica.